# 안재성 (컬링인)
안재성(1988년 10월 12일~)은 대한민국의 컬링 선수 출신 지도자이다.